# St. Peter und Paul (Erharting)

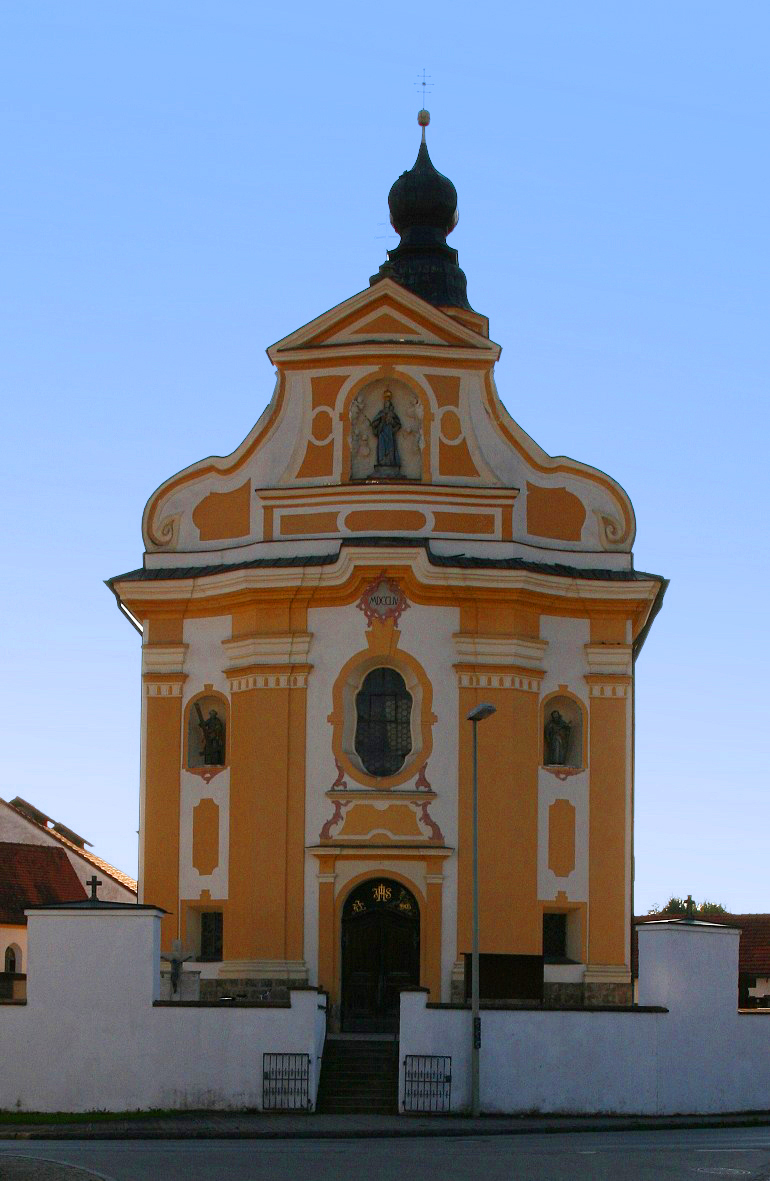
St. Peter und Paul in Erharting

Die römisch-katholische Pfarrkirche St. Peter und Paul steht in Erharting, einer Gemeinde im oberbayerischen Landkreis Mühldorf am Inn. Das Bauwerk ist in der Liste der Baudenkmäler in Erharting als Baudenkmal unter der Nr. D-1-83-116-1 eingetragen. Die Kirche gehört zum Dekanat Mühldorf im Erzbistum München und Freising.

## Beschreibung
Die spätbarocke Saalkirche wurde 1754–62 erbaut. Sie besteht aus dem Langhaus mit drei Jochen, dem eingezogenen Chor im Westen mit der Sakristei an der Südwand und dem Kirchturm an der Stirnseite, in dessen Glockenstuhl vier Kirchenglocken hängen. Nach Osten, zur Innenstadt ausgerichtet, befindet sich die mit Pilastern gegliederte dreigeteilte Fassade, deren Risalit in der Mitte das Portal enthält. An den Seiten stehen Statuetten des Simon Petrus und des Paulus von Tarsus in Nischen. In der Nische im Giebel steht die Statuette der Maria. 
Der Innenraum des Langhauses ist mit einem Stichkappengewölbe überspannt, der des Chors mit einer Stutzkuppel. Um 1760 wurden der Hochaltar und die Kanzel aufgestellt, beide aus Stuckmarmor. Die Orgel wurde 2016 von Frenger & Eder gebaut.